# Rustum Ghazala
Rustum Ghazala, ar. رستم غزالة (ur. 3 maja 1953 w Karfie, zm. 24 kwietnia 2015) – syryjski wojskowy, oficer służb specjalnych, od 2012 szef syryjskiego Dyrektoriatu Bezpieczeństwa Politycznego.

## Życiorys
Jest sunnitą.
W 2002 stanął na czele libańskiej struktury syryjskiego Wywiadu Wojskowego. W ciągu kolejnych trzech lat odgrywał główną rolę w utrzymywaniu przez Syrię kontroli nad Libanem. Ghazali kierował Wywiadem Wojskowym w Libanie do 2005, gdy Syria, pod amerykańsko-francuską presją dyplomatyczną, wycofała swoje siły z Libanu. Jak napisał Łukasz Fyderek

Metody syryjskich służb bezpieczeństwa w Libanie były szczególnie represyjne (...) a ich szefowie: generał Ghazi Kanaan i jego następca Rustum Ghazala pełnili de facto funkcje namiestników reżimu syryjskiego

O jego działalności po opuszczeniu Libanu nie wiadomo prawie nic.
W 2012 został objęty sankcjami Unii Europejskiej z uwagi na podejrzenie bezpośredniego udziału w tłumieniu protestów przeciwko prezydentowi Baszszarowi al-Asadowi, czego miał się dopuścić, będąc kierownikiem damasceńskiego oddziału Wywiadu Wojskowego. W tym samym roku, w ramach serii roszad personalnych podjętych przez Baszszara al-Asada po zamachu, w którym śmierć ponieśli generałowie Asif Szaukat, Dawud Radżiha, Hiszam Ichtijar oraz  Hasan Turkumani, Ghazala został przeniesiony na stanowisko szefa Dyrektoriatu Bezpieczeństwa Politycznego.